# Adyson
Adyson do Nascimento Soares (Coroatá, 22 settembre 2005) è un calciatore brasiliano, attaccante dell'América-MG.

## Carriera
Nato a Coroatá, Adyson è entrato a far parte del settore giovanile dell'América-MG nel 2018. L'8 novembre 2021, a soli 16 anni, ha firmato il suo primo contratto professionistico con il club.
Il 25 gennaio 2022 ha debuttato in prima squadra scendendo in campo nell'incontro del Campionato Mineiro perso 2-1 contro il Caldense. Il 23 febbraio 2023 ha rinnovato il proprio contratto fino al 2025 ed il 12 aprile seguente ha segnato la sua prima rete fra i professionisti nel successo per 2-1 contro il Nova Iguaçu in Coppa del Brasile. Tre giorni più tardi ha giocato il suo primo incontro in Série A, contro il Fluminense.

## Statistiche

### Presenze e reti nei club
Statistiche aggiornate al 13 novembre 2023.
| Stagione        | Squadra         | Campionato      | Campionato | Campionato | Coppe nazionali | Coppe nazionali | Coppe nazionali | Coppe continentali | Coppe continentali | Coppe continentali | Altre coppe | Altre coppe | Altre coppe | Totale | Totale | Totale |
| Stagione        | Squadra         | Comp            | Pres       | Reti       | Comp            | Pres            | Reti            | Comp               | Pres               | Reti               | Comp        | Pres        | Reti        | Pres   | Reti   |        |
| --------------- | --------------- | --------------- | ---------- | ---------- | --------------- | --------------- | --------------- | ------------------ | ------------------ | ------------------ | ----------- | ----------- | ----------- | ------ | ------ | ------ |
| 2022            | América-MG      | M1/MG+A         | 7+0        | 0          | CB              | 0               | 0               | CL                 | 0                  | 0                  |             | -           | -           | 7      | 0      |        |
| 2023            | América-MG      | M1/MG+A         | 5+5        | 0          | CB              | 3               | 1               | CS                 | 1                  | 0                  |             | -           | -           | 14     | 1      |        |
| Totale carriera | Totale carriera | Totale carriera | 17         | 0          |                 | 3               | 1               |                    | 1                  | 0                  |             | -           | -           | 21     | 1      |        |